# Unhinged
Unhinged: An Insider's Account of the Trump White House es una memoria de Omarosa Manigault, que se desempeñó como Directora de Comunicación de la Oficina de Enlace Público en la administración Trump desde 2017 hasta 2018, que recuerda su tiempo trabajando para Donald Trump. El libro fue lanzado el 14 de agosto de 2018. El libro encabezó la lista de superventas del The New York Times el 23 de agosto de 2018.

## Antecedentes
Manigault conoció a Trump mientras era concursante en la primera temporada de The Apprentice. Continuó apareciendo con Trump en The Celebrity Apprentice y The Ultimate Merger. En julio de 2016, se unió a la campaña presidencial de Donald Trump de 2016 como Directora de Alcance Afroamericano. Después de la victoria de Trump, se unió a la administración Trump como Directora de Comunicaciones de la Oficina de Enlace Público. Ella fue despedida por John Kelly, Jefe de Gabinete de la Casa Blanca, en diciembre de 2017.

## Contenido
En el libro, Manigault califica a Trump como «racista», y afirma que los testigos han confirmado la existencia de cintas de Trump repetidamente diciendo «nigger» durante el rodaje de The Apprentice. Afirmó que el funcionamiento cognitivo de Trump está disminuyendo, y que rechazó una oferta hecha por Lara Trump de una «posición superior» de $ 15 000 por mes en la campaña de reelección de Trump de 2020, que vino con un acuerdo de confidencialidad que fue tan «dura y restrictiva» como lo había visto en su carrera televisiva.

## Conversaciones grabadas de la Casa Blanca

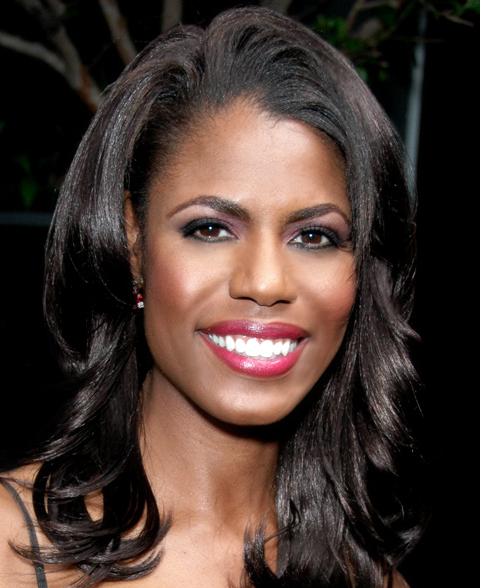
Omarosa Manigault.

Manigault había hecho grabaciones de audio secretas mientras trabajaba en la Casa Blanca como parte de la administración Trump, y lanzó algunas antes y otras después de que saliera el libro.
Ella publicó una grabación de Kelly despidiéndola durante una aparición el 12 de agosto en el programa matutino de la NBC Meet the Press. Manigault también lanzó una cinta en la que varios asesores de Trump discuten la posible existencia de una cinta en la que Trump usa la «palabra n» y cómo lidiar con las consecuencias si alguna vez se hiciera pública. Manigault hizo la acusación de que esta discusión tuvo lugar y lanzó la cinta después de que Katrina Pierson, la portavoz de Eric Trump, negara en Fox News que tal conversación se llevó a cabo.
Otra grabación publicada parece confirmar la afirmación de Manigault de que Lara Trump, la nuera del presidente Trump, le prometió la posición de «$ 15 000 por mes» en la campaña Trump 2020, si se mantenía callada. La oferta se hizo después de que Manigault ya había dejado la Casa Blanca. Según Manigault, la oferta fue un «intento de comprar mi silencio».

## Recepción

### Respuestas de la administración Trump
La Secretaria de Prensa de la Casa Blanca Sarah Huckabee Sanders dijo que el libro está «plagado de mentiras y falsas acusaciones», y acusó a Manigault de «tratar de sacar provecho de estos falsos ataques». El presidente Trump reaccionó refiriéndose a Manigault como una «delincuente» y «ese perro».

### Acción legal de la campaña Trump
La campaña Trump solicitó un arbitraje contra Manigault por presuntamente violar un acuerdo de confidencialidad que firmó en 2016. La campaña contrató a Charles Harder, quien anteriormente representó a la campaña Trump en una acción legal tomada contra Michael Wolff luego de la publicación de su libro Fuego y furia. Simon & Schuster procedió a la publicación del libro a pesar de recibir una carta de advertencia de Harder.